# Kleinbösingen
Kleinbösingen là một đô thị trong huyện See thuộc bang Fribourg ở Thụy Sĩ. Tên cũ tiếng Pháp đã là Petit-Basens.